# ضغطات البطن
ضغطات البطن أو مناورة هيمليك أو هيمليخ (النطق الألماني: [haimlɪç -]) هو إجراء في الإسعاف الأولي يستخدم لعلاج انسداد مجرى الهواء العلوي (أو الشرقة) بواسطة الأجسام الغريبة. ومصطلح مناورة هيمليخ على اسم الدكتور هنري هيمليخ، الذي وصف الإجراء لأول مرة في عام 1974.
لأداء المناورة يجب أولاً على المنقذ أن يقف وراء الشخص المصاب بالشرقة وأن يشبك يديه حول خصره بشكل أفقي وتوجيه الإبهامين نحو الداخل ويجب تطبيق الضغط تحت النهاية الشرسوفية بإصبعين وتطبيق الضغط بقوة للداخل والأعلى عدة مرات حتى خروج الجسم الأجنبي من الممر الهوائي أو حتى وصول الرعاية الطبية المختصة.
معظم البروتوكولات الحديثة، بما في ذلك تلك التي من جمعية القلب الأمريكية، والصليب الأحمر الأمريكي ومجلس الإنعاش الأوروبي، يوصي بعدة مراحل للانسداد مجرى التنفس، وتهدف إلى تطبيق المزيد من الضغط بشكل متزايد. معظم البروتوكولات توصي بتشجيع الضحية على السعال، تليها صفعات قوية على الظهر، وضغطات البطن وأخيرا مسلك هوائي اصطناعي كملاذ أخير. كما توصي بعض المبادئ التوجيهية بالتناوب بين الدفعات البطن وضربات الظهر.

## تاريخيا
وقد ذكر هنري هيمليك، الذي أعلن في نشرة عن الضغطات البطنية، أن الصفعات الخلفية الظهرية قد تسبب الموت عن طريق حشر الاجسام الغريبة في. دراسة جامعة ييل عام 1982 بي داي، دوبويس، وكرلين التي أقنعت جمعية القلب الأمريكية بوقف التوصية بضربات البطن، حيث جرى الحديث على أن التعامل مع الأختناق تم تمويله جزئيا من قبل مؤسسة هيمليك الخاصة. وفقا للطبيب روغر وايت من عيادة مايو وجمعية القلب الأمريكية، "لم يكن هناك أي علم هنا، هيمليخ تغلب على العلم على طول الطريق مع تكتيكات مخادعة عن طريق التخويف، والجميع، بما في ذلك نحن في جمعية القلب الأمريكية.
من 1985 إلى 2005، كانت ضغطات البطن هي العلاج الوحيد الموصى به للاختناق في المبادئ التوجيهية المنشورة لجمعية القلب الأمريكية والصليب الأحمر الأمريكي. في عام 2006، غيرت المنظمتان بشكل جذري المسار و «خفضت» استخدام هذه التقنية. وبالنسبة للضحايا الواعيين، توصي المبادئ التوجيهية الجديدة بتطبيق الصفعات الظهرية مرة أخرى؛ إذا فشلت هذه الطريقة لإزالة انسداد مجرى الهواء، كان على رجال الإنقاذ تطبيق ضغطات البطن. وبالنسبة للضحايا اللاوعيين، توصي المبادئ التوجيهية الجديدة بتوجهات الصدر.
المجلس الإنعاش الأوروبي وعيادة مايو يوصيات بالتناوب بين خمسة صفعات خلفية وخمسة ضغطات بطنية في حالات انسداد التنفسي الشديد.
وفي بعض المناطق، مثل أستراليا، تعتقد السلطات أنه لا توجد أدلة علمية كافية لدعم استخدام ضغطات البطن ولا يوصى باستخدامها في الإسعافات الأولية. بدلا من ذلك، توصي ضربات الصدر الخلفية.
كما قام هنري هيمليخ بالترويج لضغطات البطن كعلاج للغرق  والربو. ويعترض الصليب الأحمر الآن على مزاعمه بأن المناورة يمكن أن تساعد الغرق أو أي شخص يعاني من نوبة الربو. وقد توقف معهد هيمليك عن الدعوة على موقعه على الإنترنت لمناورة هيمليتش لاستخدامها كإجراء الإسعافات الأولية لضحايا الغرق. ويدعي ابنه، بيتر م. هيمليك، أن والده نشر في آب / أغسطس 1974 أول سلسلة من تقارير الحالات الاحتيالية من أجل تعزيز استخدام الظغطات البطنية للإنقاذ ضحايا الغرق. لم تتضمن المبادئ التوجيهية لإنقاذ الغرق لعام 2005 لجمعية القلب الأمريكية [11] الاستشهادات بعمل هيمليك، وحذرت من استخدام مناورة هيمليك لإنقاذ الغريق لأنها غير مثبتة وخطيرة، بسبب خطر التقيؤ الذي يؤدي إلى شفط رئوي.
في مايو / أيار 2016 استخدم هنري هيمليك المناورة للمرة الثانية (الأولى كانت في حوالي عام 2000)، مما أدى إلى إنقاذ حياة أحد المقيمين في منزل تقاعده في سينسيناتي. توفي هيمليك في المستشفى بعد أزمة قلبية في 17 ديسمبر، 2016.

## علامات الإختناق
وعادة ما تكون ضحية الاختناق غير قادرة على الكلام، وقد لا تكون قادرة على إصدار أي صوت على الإطلاق. وقد تم تحديد علامة عالمية على الاختناق كمؤشر صامت من الشخص الغير قادر على التنفس، والعلامة هي وضع كلتا يديه على حلقه في حين يحاول جذب انتباه الآخرين حوله.

## إجراء المناورة
لأداء الضغطات البطنية على المنقذ أن يقف وراء المريض ويستخدام يديه أو يديها لممارسة الضغط على الجزء السفلي من الحجاب الحاجز للمصاب. هذا سيضغط الرئتين فيمارس الضغط على أي جسم غريب في القصبة الهوائية، متأملين خروجه.المناورة تهدف إلى السعال اصطناعيا. على سبيل المثال، يوصي موقع ويبمد (بالإنجليزية: WebMD) المنقذ بوضع قبضته فوق بطن المصاب وإمساكها من جهة أخرى. لمساعدة شخص أكبر، قد تكون هناك حاجة إلى المزيد من القوة. توصي عيادة مايو بوضع القبضة واليد والضغط إلى الاعلى كما لو كنت تحاول رفع الضحية.
وإذا كانت الضحية غير مستقيمة، توصي المعاهد الصحية الوطنية الأمريكية (NIH) بوضع الشخص على ظهره، وامتطاء المصاب، ثم محاولة ضغط البطن.
من الممكن لضحايا الاختناق الواعي نفيذ الإجراء على نفسه، دون مساعدة. كما توصي معاهد الصحة الوطنية الأمريكية (NIH) بإجراءات أخرى للأطفال وللرضع الذين تقل أعمارهم عن عام.
بسبب الطبيعة القوية للمناورة، حتى عندما يتم ذلك بشكل صحيح، يمكن أن تؤدي الضغطات البطنية إلى إصابة المنقذ أو المصاب. الكدمات في البطن مرجحة جدا ويمكن أن تحدث إصابات أكثر خطورة، بما في ذلك كسر عظم القص أو الأضلاع.